# Lysimachia phyllocephala
Lysimachia phyllocephala är en viveväxtart som beskrevs av Hand.-mazz. Lysimachia phyllocephala ingår i släktet lysingar, och familjen viveväxter. Utöver nominatformen finns också underarten L. p. polycephala.

## Bildgalleri

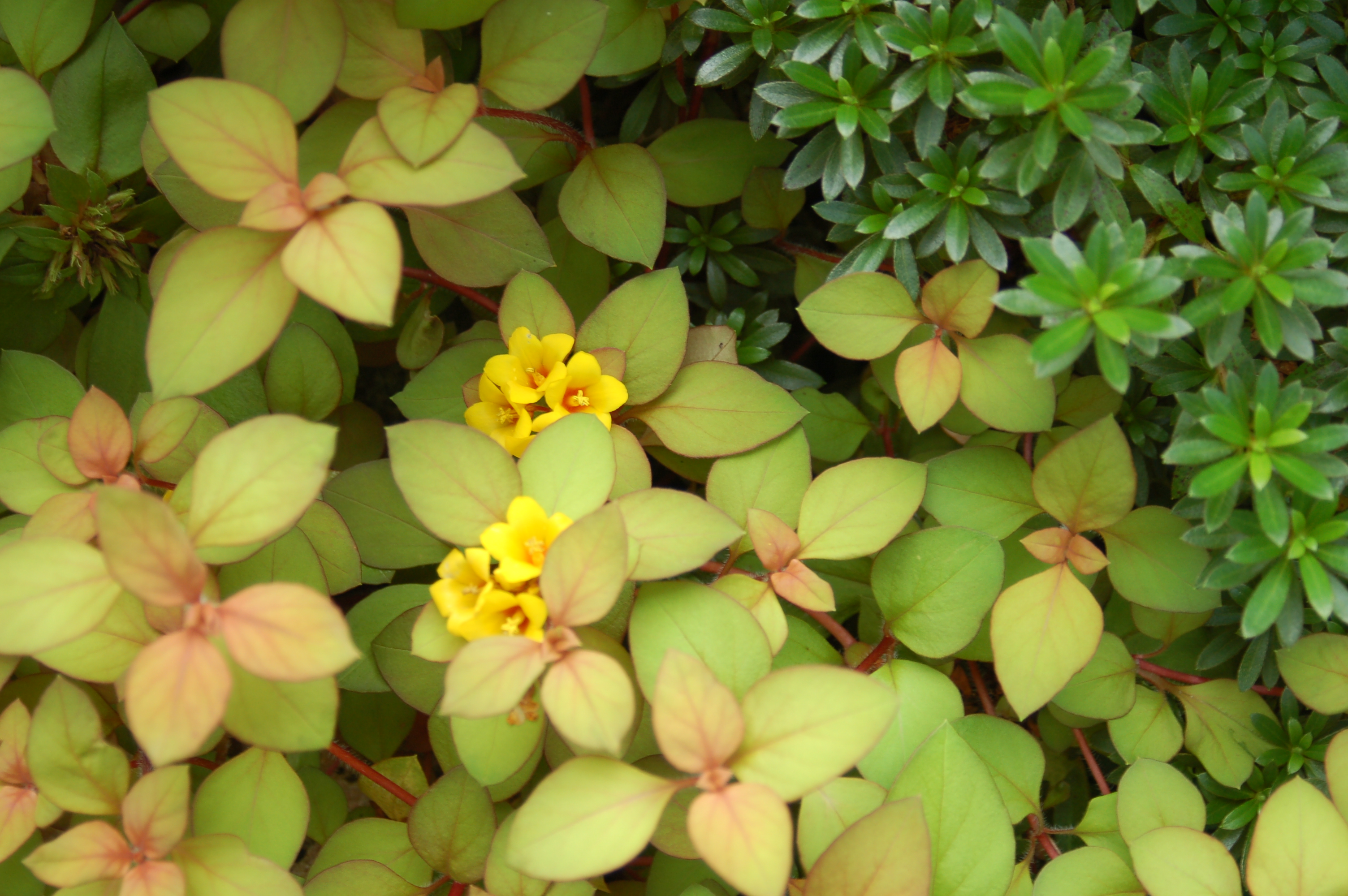
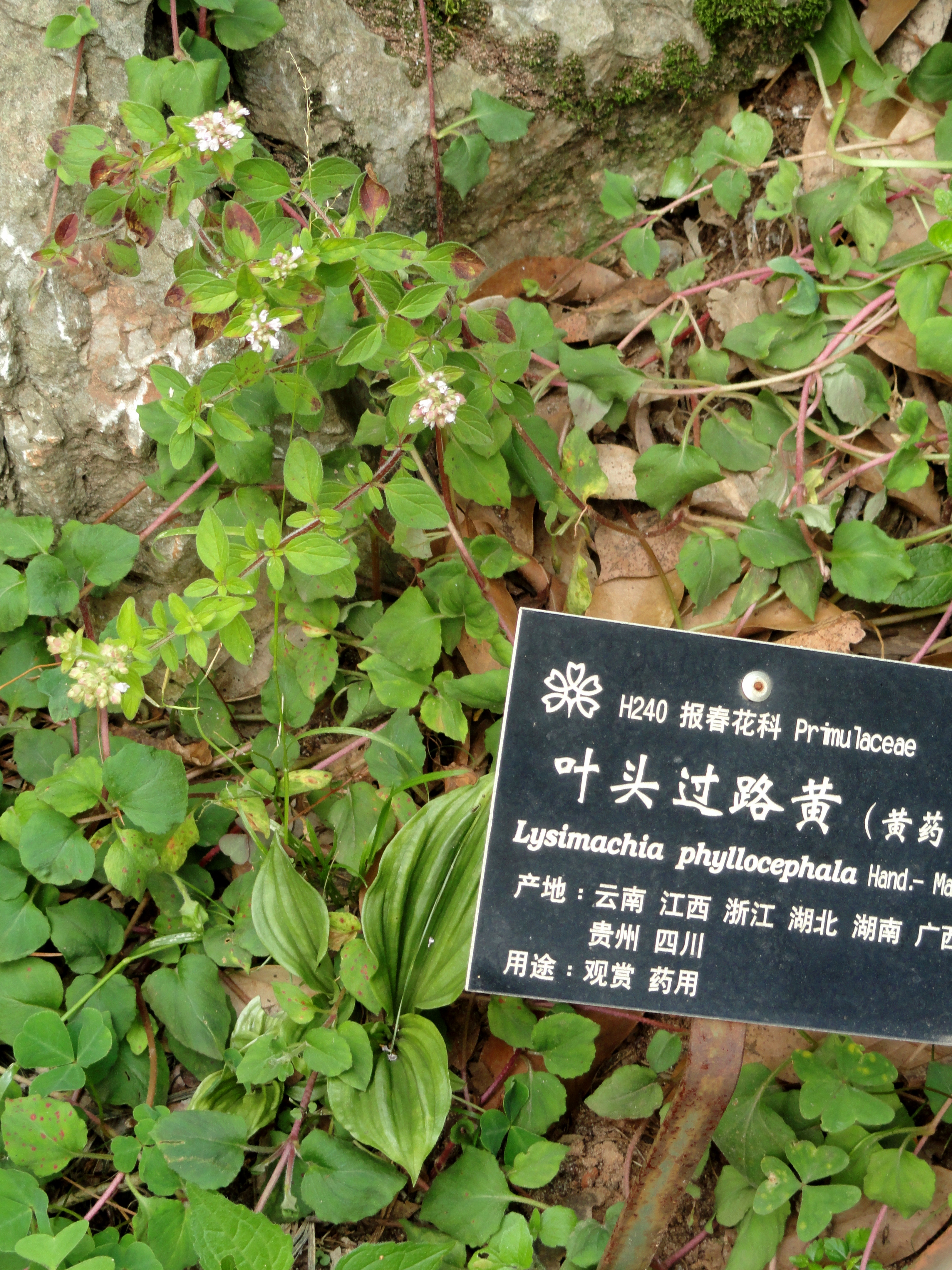